# 仕望集镇
仕望集镇，原为仕望集乡，是中华人民共和国河北省邯郸市魏县下辖的一个镇，2020年撤乡设镇。

## 行政区划
仕望集镇下辖以下地区：
前连街村、浅疃村、仕北村、仕南村、仕中村、张街村、张仕望村、后连街村、何庄村、胡庄村、砖井村、贤孝门村、郭仕望村、刘家拐村、崔阁村、郭家堂村和陈庄村。